# Christina Påhlsson
Christina Påhlsson, född 1946 i Helsingborg, är en svensk målare.
Efter avlagd realexamen studerade Påhlsson vid Reklaminstitutens utbildningsverksamhet i Malmö och kroki för Börge Elwi Carlson 1964 samt målning vid Studiefrämjandet 1977-1978. Hennes konst består av hästmålningar utförda i olja eller pastell.  